# Neofito (patriarca di Bulgaria)
Neofito (in bulgaro: Neofit (Неофит), nato Simeon Nikolov Dimitrov (Симеон Николов Димитров); Sofia, 15 ottobre 1945 – Sofia, 13 marzo 2024) è stato un monaco cristiano e arcivescovo ortodosso bulgaro.

## Biografia
Il futuro patriarca nacque a Sofia, capitale della Bulgaria, il 15 ottobre 1945. Al termine degli studi di base, nell'autunno del 1959, fu accettato come studente del seminario teologico del monastero di Čerepiš. Completò il percorso formativo nel 1965. Due anni dopo entrò all'Accademia teologica di Sofia, dove ottenne la laurea nel 1971. Subito dopo fu mandato all'Accademia teologica di Mosca al fine di specializzarsi nell'ambito del canto liturgico. Al suo ritorno in patria, nel settembre 1973, fu nominato professore di musica sacra e direttore del coro studentesco dell'Accademia teologica di Sofia.
Il 3 agosto 1975 prese i voti monastici, dinanzi al patriarca bulgaro Massimo, presso il monastero di Trojan. Scelse il nome di Neofito e si affidò alla guida spirituale dell'archimandrita Gelasij Michajlov. Il 15 agosto 1975 fu ordinato ierodiacono ed il 25 marzo 1976 ieromonaco nel corso di una celebrazione presso la cattedrale di Sveta Nedelja a Sofia. Il 21 novembre 1977 fu elevato al rango di archimandrita. Il 1º gennaio 1981 fu nominato protosincello della metropolia di Sofia. L'8 dicembre 1985 fu consacrato vescovo dal patriarca Massimo durante una celebrazione svoltasi presso la cattedrale di Aleksandăr Nevski. Fu nominato ausiliare della metropolia di Sofia.
Il 1º dicembre 1989 ricevette la nomina a rettore dell'Accademia teologica di Sofia. Nel 1991 fu eletto preside della restaurata facoltà teologica dell'Università di Sofia. Ricoprì tale posizione fino al gennaio 1992, cioè fino alle nomine a segretario capo del Santo Sinodo della Chiesa ortodossa bulgara e a rettore della cattedrale patriarcale di Aleksandăr Nevski. Il 27 marzo 1994 fu eletto metropolita di Durostoro e Červen con sede a Ruse. Il 17 dicembre 2001 divenne metropolita di Ruse a seguito della divisione della diocesi. Dal 28 ottobre 2009 al 24 gennaio 2010 fu chiamato a gestire temporaneamente anche la diocesi di Durostoro. Il 24 febbraio 2013 fu eletto patriarca di tutta la Bulgaria dal concilio locale della Chiesa ortodossa bulgara. Subito dopo l'elezione ebbe luogo la cerimonia di intronizzazione.
Nel 2019, durante la sua visita a Sofia, accolse papa Francesco nella sede del Santo Sinodo, insieme a tutti i vescovi.